# لانیز
لانیز روستایی از توابع بخش آسارا شهرستان کرج در استان البرز ایران است. فارسی شمیرانی گویش رایج در روستای کوچک لانیز است.

## جمعیت

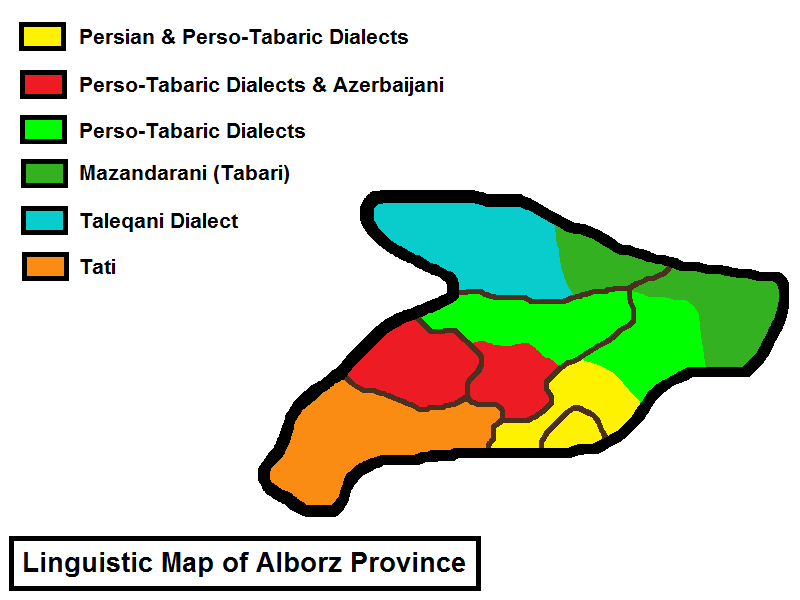
نقشهٔ زبانی استان البرز : رنگ زرد زبان فارسی و گویش‌های فارسی-مازندرانی(کرجی) ، رنگ قرمز گویش‌های فارسی-مازندرانی و آذربایجانی ، رنگ سبز روشن گویش‌های فارسی-مازندرانی ، رنگ سبز تیره زبان مازندرانی ، رنگ آبی گویش تاتی طالقانی ، رنگ نارنجی زبان تاتی

این روستا در دهستان آسارا قرار دارد و براساس سرشماری مرکز آمار ایران در سال ۱۳۸۵، جمعیت آن ۱۸۸ نفر (۴۱خانوار) بوده‌است. مردم لانیز  به گویش قصرانی زبان مازندرانی صحبت می کنند.